# Piste de bobsleigh, luge et skeleton d'Igls
 (juillet 2024).

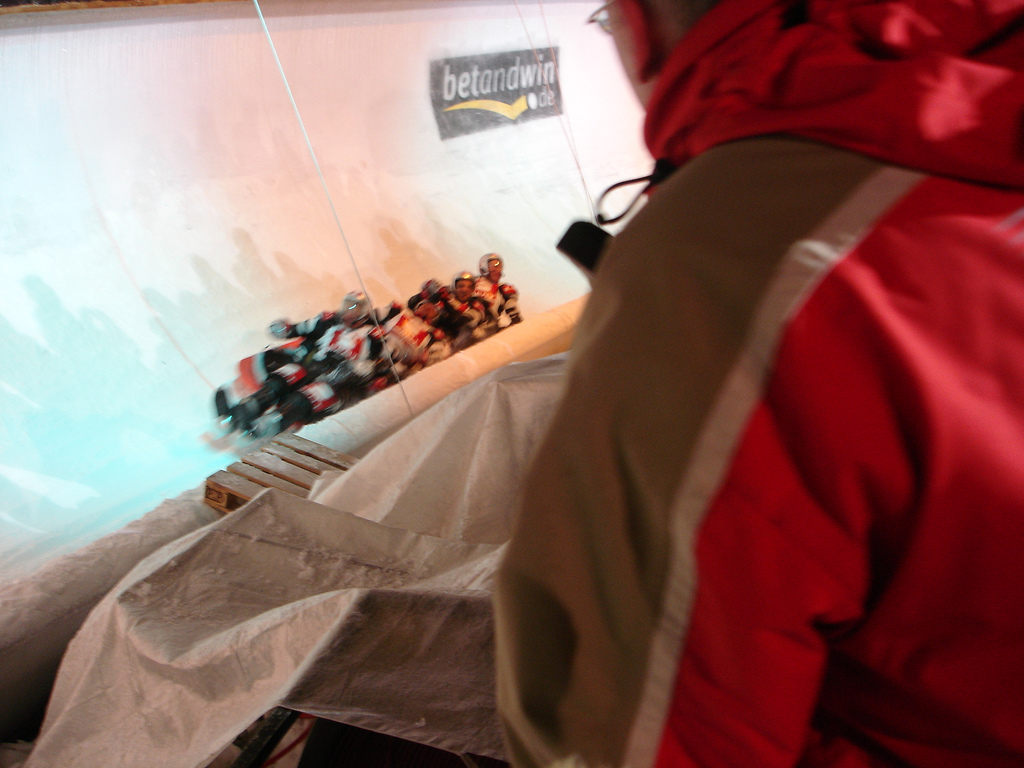
Piste d'Igls

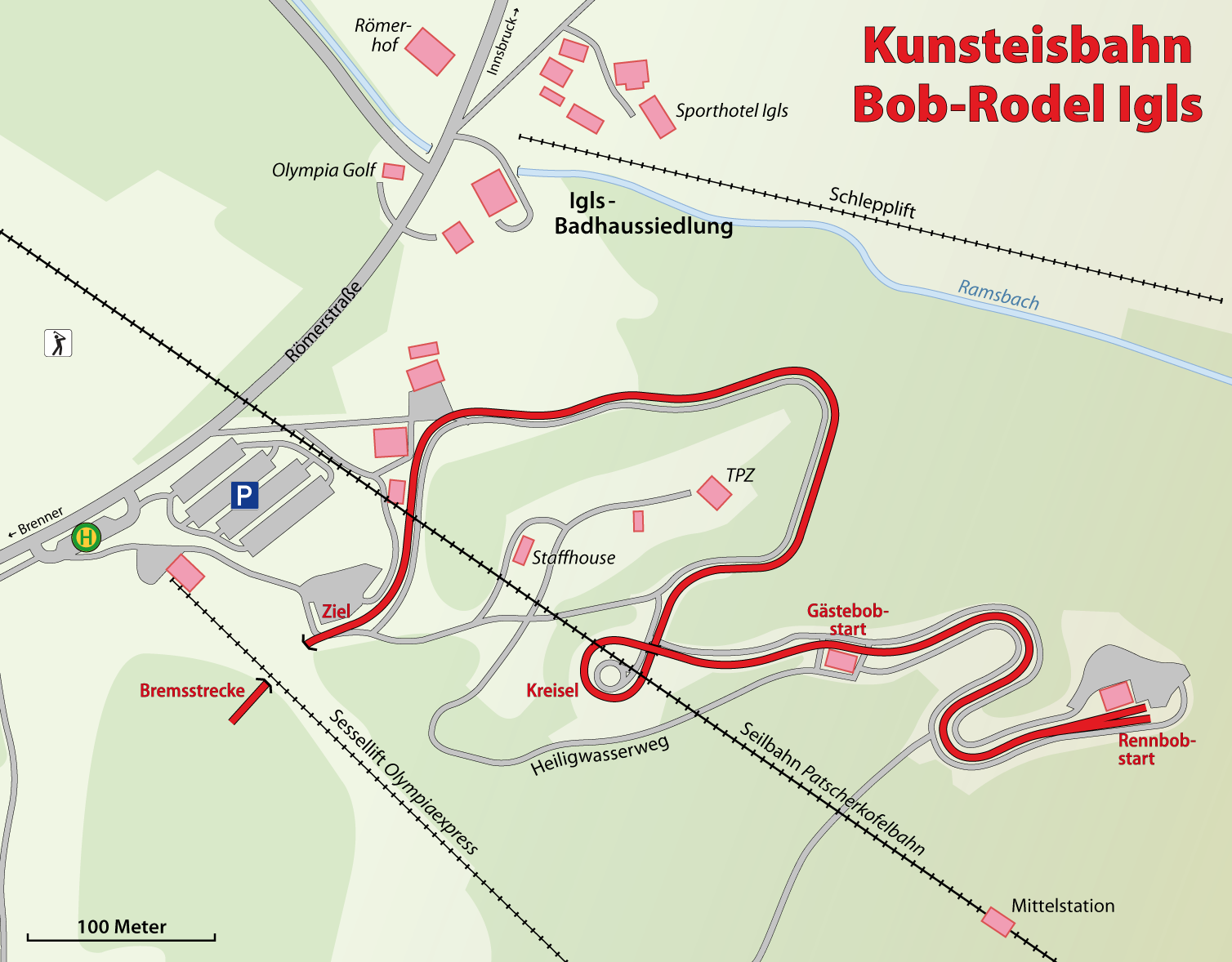
Plan de la piste

La piste de bobsleigh, luge et skeleton d'Igls est une piste de bobsleigh, luge et skeleton située à Igls (Autriche), près d'Innsbruck. La dernière rénovation de cette piste date de 1975 en devenant la première piste réfrigérée artificiellement dans le monde et inspirant après toutes les nouvelles constructions de pistes.

## Histoire
En 1935, Igls accueille les championnats du monde de bob à 2 masculin situé sur Patscherkofel. Plusieurs accidents dans le virage final incite à fermer temporairement la piste pour y introduire des mesures de sécurité. En 1960, Innsbruck est désigné ville-hôte des Jeux olympiques d'hiver de 1964. Igls se dote alors de deux pistes, une pour le bobsleigh et une autre pour la luge. Construites entre septembre 1961 et juillet 1963, la piste fait l'objet de plusieurs tests et accueille les championnats du monde de bobsleigh en 1963.
Quand en 1972 Denver (États-Unis) renonce à l'organisation des Jeux olympiques d'hiver de 1976 en raison de soucis financiers, le comité international olympique décide de confier l'organisation à Whistler (Canada) qui était finaliste de la désignation, mais ici également la ville renonce en raison d'élections politiques en 1972. Le CIO se reporte alors sur Innsbruck. Igls, avec le concours de la Fédération internationale de bobsleigh et de tobogganing et de la Fédération internationale de luge de course, rénove ses pistes pour permettre de combiner les deux pistes pour accueillir les épreuves de bobsleigh et de luge entre 1973 et 1974. Testée avec succès par les deux fédérations internationales, la piste d'Igls sert alors de référence mondiale en matière de piste combinée. En 1981, la piste s'allonge et possède même un restaurant.

## Statistiques
| Sport                               | Distance de la piste | Nombre de virages |
| ----------------------------------- | -------------------- | ----------------- |
| Bobsleigh, skeleton & luge - hommes | 1270                 | 14                |
| Luge - Femmes & double-hommes       | 870                  | 10                |

Entre l'aire de départ et l'aire d'arrivée, la différence d'altitude est de 98 mètres pour le bob et skeleton.
| Numéros des virages | Nom du virage   | Raisons                                                      |
| ------------------- | --------------- | ------------------------------------------------------------ |
| 4., 5. et 6.        | Upper labyrinth | Haut labyrinthe, trois virages successifs sans ligne droite. |
| 7.                  | Kriesel         | Virage à 270°                                                |
| 11., 12 et 13.      | Lower Labyrinth | Bas labyrinthe, trois virages successifs sans ligne droite.  |

## Grands évènements accueillis
Les différentes grandes compétitions qu'a accueilli Igls furent :
- Les Jeux olympiques d'hiver de 1964 et 1976.
- Les championnats du monde de la FIBT : 1935 (bob à 2 masculin), 1963, 1991 (skeleton masculin) et 2000 (skeleton).
- Les championnats du monde de luge : 1977, 1987, 1997 et 2007.
- Les Jeux olympiques de la jeunesse d'hiver de 2012.